# Hirayamaia
Hirayamaia –en japonés, キンボシシマメイガ, polilla rayada dorada– es un género de polillas monotípico perteneciente a la familia de los pirálidos. El género fue descrito por primera vez por Nobukatsu Marumo habiendo sido descrita en 1917. Su única especie, Hirayamaia regalis, descrita por John Henry Leech en 1889 como Oryba regalis, se encuentra distribuida en regiones de Asia.
Tiene gran parecido con los géneros Orybina y Trebania, pero se distingue fácilmente por la vena 10 del ala anterior que surge antes del origen del discocelular, en lugar de las venas 7, 8 y 9,: Notas 1  y por sus palpos que tienen el doble de longitud de la cabeza, en lugar de tener el triple de longitud de ella.